# José White Lafitte
José White Lafitte, né Joseph Sylvestre de los Dolorès White le 31 décembre 1835 à Matanzas (Cuba) et mort le 12 mars 1918 dans le 16e arrondissement de Paris) est un violoniste et compositeur cubain.

## Biographie
Son père Don Carlos White est espagnol et sa mère est afro-cubaine.
Il reçoit ses premières leçons de musique de son père, un violoniste amateur. Il donne son premier concert à Matanzas le 21 mars 1854, où il est accompagné par le pianiste et compositeur américain Louis Moreau Gottschalk, qui l'encourage à poursuivre ses études de violon à Paris et lui procure l'argent pour le voyage. José White étudie au Conservatoire de Paris de 1855 à 1871 où il est soutenu par Rossini.
De 1877 à 1889, il est le directeur du Conservatoire impérial de Rio de Janeiro (pt), après quoi il retourne à Paris pour y passer ses dernières années. Le célèbre stradivarius Chant du cygne de 1737 a été son instrument.
La pianiste Louise Béguin-Salomon se produisait en concert avec lui. 
Son œuvre la plus connue est La Bella Cubana, une habanera. White a aussi écrit un concerto virtuose pour violon, enregistré sur le label Columbia.